# Dancing with the Stars. Taniec z gwiazdami
Dancing with the Stars. Taniec z gwiazdami (dříve na TVN jako Taniec z gwiazdami) je taneční show, kterou vysílala v letech 2005–2011 stanice TVN a od roku 2014 televize Polsat. Show je polskou verzí britské televizní show Strictly Come Dancing pod licencí BBC Worldwide.
Od 7. září 2008 byl pořad vysílán v HD technologii se zvukem v systému Dolby Digital 5.1 na kanále TVN HD. Předchozí sezóny byly vysílány ve formátu 16:9 bez použití HD technologie. Dancing with the Stars. Taniec z gwiazdami na stanici Polsat je vysílán ve vysokém rozlišení prostřednictvím Polsat HD.
V květnu 2012 TVN oznámila, že odstupuje od licence na produkci pořadu. V lednu 2014 Polsat oficiálně potvrdil, že formát se objeví na obrazovkách v březnu pod novým názvem Dancing with the Stars. Taniec z gwiazdami.

## Obsazení

### Moderátoři
| Moderátoři             | Sezóny na TVN | Sezóny na TVN | Sezóny na TVN | Sezóny na TVN | Sezóny na TVN | Sezóny na TVN | Sezóny na TVN | Sezóny na TVN | Sezóny na TVN | Sezóny na TVN | Sezóny na TVN | Sezóny na TVN | Sezóny na TVN | Sezóny na Polsat | Sezóny na Polsat | Sezóny na Polsat | Sezóny na Polsat | Sezóny na Polsat | Sezóny na Polsat |
| Moderátoři             | 1             | 2             | 3             | 4             | 5             | 6             | 7             | 8             | 9             | 10            | 11            | 12            | 13            | 14               | 15               | 16               | 17               | 18               | 19               |
| ---------------------- | ------------- | ------------- | ------------- | ------------- | ------------- | ------------- | ------------- | ------------- | ------------- | ------------- | ------------- | ------------- | ------------- | ---------------- | ---------------- | ---------------- | ---------------- | ---------------- | ---------------- |
| Paulina Sykut-Jeżyna   |               |               |               |               |               |               |               |               |               |               |               |               |               |                  |                  |                  |                  |                  |                  |
| Krzysztof Ibisz        |               |               |               |               |               |               |               |               |               |               |               |               |               |                  |                  |                  |                  |                  |                  |
| Agnieszka Popielewicz  |               |               |               |               |               |               |               |               |               |               |               |               |               |                  |                  |                  |                  |                  |                  |
| Bilguun Ariunbaatar    |               |               |               |               |               |               |               |               |               |               |               |               |               |                  |                  |                  |                  |                  |                  |
| Anna Głogowska         |               |               |               |               |               |               |               |               |               |               |               |               |               |                  |                  |                  |                  |                  |                  |
| Piotr Gąsowski         |               |               |               |               |               |               |               |               |               |               |               |               |               |                  |                  |                  |                  |                  |                  |
| Anna Guzik             |               |               |               |               |               |               |               |               |               |               |               |               |               |                  |                  |                  |                  |                  |                  |
| Aleksandra Kwaśniewska |               |               |               |               |               |               |               |               |               |               |               |               |               |                  |                  |                  |                  |                  |                  |
| Natasza Urbańska       |               |               |               |               |               |               |               |               |               |               |               |               |               |                  |                  |                  |                  |                  |                  |
| Katarzyna Skrzynecka   |               |               |               |               |               |               |               |               |               |               |               |               |               |                  |                  |                  |                  |                  |                  |
| Hubert Urbański        |               |               |               |               |               |               |               |               |               |               |               |               |               |                  |                  |                  |                  |                  |                  |
| Magdalena Mołek        |               |               |               |               |               |               |               |               |               |               |               |               |               |                  |                  |                  |                  |                  |                  |

### Porotci
| Porotce                  | Sezóny na TVN | Sezóny na TVN | Sezóny na TVN | Sezóny na TVN | Sezóny na TVN | Sezóny na TVN | Sezóny na TVN | Sezóny na TVN | Sezóny na TVN | Sezóny na TVN | Sezóny na TVN | Sezóny na TVN | Sezóny na TVN | Sezóny na Polsat | Sezóny na Polsat | Sezóny na Polsat | Sezóny na Polsat | Sezóny na Polsat | Sezóny na Polsat |
| Porotce                  | 1             | 2             | 3             | 4             | 5             | 6             | 7             | 8             | 9             | 10            | 11            | 12            | 13            | 14               | 15               | 16               | 17               | 18               | 19               |
| ------------------------ | ------------- | ------------- | ------------- | ------------- | ------------- | ------------- | ------------- | ------------- | ------------- | ------------- | ------------- | ------------- | ------------- | ---------------- | ---------------- | ---------------- | ---------------- | ---------------- | ---------------- |
| Iwona Szymańska-Pavlović |               |               |               |               |               |               |               |               |               |               |               |               |               |                  |                  |                  |                  |                  |                  |
| Beata Tyszkiewicz        |               |               |               |               |               |               |               |               |               |               |               |               |               |                  |                  |                  |                  |                  |                  |
| Michał Malitowski        |               |               |               |               |               |               |               |               |               |               |               |               |               |                  |                  |                  |                  |                  |                  |
| Andrzej Grabowski        |               |               |               |               |               |               |               |               |               |               |               |               |               |                  |                  |                  |                  |                  |                  |
| Piotr Galiński           |               |               |               |               |               |               |               |               |               |               |               |               |               |                  |                  |                  |                  |                  |                  |
| Janusz Józefowicz        |               |               |               |               |               |               |               |               |               |               |               |               |               |                  |                  |                  |                  |                  |                  |
| Jolanta Fraszyńska       |               |               |               |               |               |               |               |               |               |               |               |               |               |                  |                  |                  |                  |                  |                  |
| Zbigniew Wodecki         |               |               |               |               |               |               |               |               |               |               |               |               |               |                  |                  |                  |                  |                  |                  |

## Vítězové

### TVN
| Sezóna | Hvězdy             | Mistři tance       |
| ------ | ------------------ | ------------------ |
| 1      | Olivier Janiak     | Kamila Kajak       |
| 2      | Katarzyna Cichopek | Marcin Hakiel      |
| 3      | Rafał Mroczek      | Aneta Piotrowska   |
| 4      | Kinga Rusin        | Stefano Terrazzino |
| 5      | Krzysztof Tyniec   | Kamila Kajak       |
| 6      | Anna Guzik         | Łukasz Czarnecki   |
| 7      | Magdalena Walach   | Cezary Olszewski   |
| 8      | Agata Kulesza      | Stefano Terrazzino |
| 9      | Dorota Gardias     | Andrej Mosejcuk    |
| 10     | Anna Mucha         | Rafał Maserak      |
| 11     | Julia Kamińska     | Rafał Maserak      |
| 12     | Monika Pyrek       | Robert Rowiński    |
| 13     | Kacper Kuszewski   | Anna Głogowska     |

### Polsat
| Sezóna | Hvězdy                | Mistři tance          |
| ------ | --------------------- | --------------------- |
| 1      | Aneta Zając           | Stefano Terrazzino    |
| 2      | Agnieszka Sienkiewicz | Stefano Terrazzino    |
| 3      | Krzysztof Wieszczek   | Agnieszka Kaczorowska |
| 4      | Ewelina Lisowska      | Tomasz Barański       |
| 5      | Anna Karczmarczyk     | Jacek Jeschke         |

## Účastníci

### TVN

#### Sezóna 1 (jaro 2005)
| Umístění | Číslo páru | Hvězda               | Mistr tance                |
| -------- | ---------- | -------------------- | -------------------------- |
| 1.       | 8          | Olivier Janiak       | Kamila Kajak               |
| 2.       | 3          | Witold Paszt         | Anna Głogowska             |
| 3.       | 7          | Andrzej Nejman       | Magdalena Soszyńska-Michno |
| 4.       | 1          | Katarzyna Skrzynecka | Marcin Hakiel              |
| 5.       | 6          | Anna Korcz           | Robert Kochanek            |
| 6.       | 5          | Klaudia Carlos       | Rafał Maserak              |
| 7.       | 4          | Agnieszka Włodarczyk | Michał Skawiński           |
| 8.       | 2          | Robert Kudelski      | Agnieszka Pomorska         |

#### Sezóna 2 (podzim 2005)
| Umístění | Číslo páru | Hvězda               | Mistr tance                |
| -------- | ---------- | -------------------- | -------------------------- |
| 1.       | 8          | Katarzyna Cichopek   | Marcin Hakiel              |
| 2.       | 1          | Małgorzata Foremniak | Rafał Maserak              |
| 3.       | 7          | Jakub Wesołowski     | Edyta Herbuś               |
| 4.       | 4          | Agnieszka Rylik      | Marcin Olszewski           |
| 5.       | 9          | Piotr Gąsowski       | Anna Głogowska             |
| 6.       | 2          | Conrado Moreno       | Magdalena Soszyńska-Michno |
| 7.       | 3          | Paweł Deląg          | Dominika Kublik-Marzec     |
| 8.       | 6          | Patrycja Markowska   | Michał Skawiński           |
| 9.       | 5          | Hanna Śleszyńska     | Michał Szuba               |
| 10.      | 10         | Piotr Adamski        | Blanka Winiarska           |

#### Sezóna 3 (jaro 2006)
| Umístění | Číslo páru | Hvězda                 | Mistr tance                |
| -------- | ---------- | ---------------------- | -------------------------- |
| 1.       | 5          | Rafał Mroczek          | Aneta Piotrowska           |
| 2.       | 7          | Aleksandra Kwaśniewska | Rafał Maserak              |
| 3.       | 10         | Joanna Koroniewska     | Robert Kochanek            |
| 4.       | 3          | Joanna Jabłczyńska     | Piotr Kiszka               |
| 5.       | 9          | Robert Rozmus          | Anna Głogowska             |
| 6.       | 6          | Renata Dancewicz       | Marcin Olszewski           |
| 7.       | 1          | Aneta Kręglicka        | Robert Rowiński            |
| 8.       | 8          | Rafał Cieszyński       | Magdalena Soszyńska-Michno |
| 9.       | 2          | Tomasz Stockinger      | Blanka Winiarska           |
| 10.      | 4          | Paolo Cozza            | Kamila Drezno              |

#### Sezóna 4 (podzim 2006)
| Umístění | Číslo páru | Hvězda                | Mistr tance            |
| -------- | ---------- | --------------------- | ---------------------- |
| 1.       | 2          | Kinga Rusin           | Stefano Terrazzino     |
| 2.       | 4          | Peter J. Lucas        | Dominika Kublik-Marzec |
| 3.       | 9          | Marcin Mroczek        | Edyta Herbuś           |
| 4.       | 8          | Przemysław Sadowski   | Ewa Szabatin           |
| 5.       | 1          | Joanna Liszowska      | Robert Kochanek        |
| 6.       | 5          | Przemysław Cypryański | Aneta Piotrowska       |
| 7.       | 6          | Maria Wałęsa          | Paweł Godek            |
| 8.       | 7          | Magdalena Wójcik      | Robert Rowiński        |
| 9.       | 10         | Kaja Paschalska       | Piotr Kiszka           |
| 10.      | 3          | Michał Milowicz       | Izabela Mika           |

#### Sezóna 5 (jaro 2007)
| Umístění | Číslo páru | Hvězda             | Mistr tance                |
| -------- | ---------- | ------------------ | -------------------------- |
| 1.       | 8          | Krzysztof Tyniec   | Kamila Kajak               |
| 2.       | 3          | Iwan Komarenko     | Blanka Winiarska           |
| 3.       | 6          | Katarzyna Tusk     | Stefano Terrazzino         |
| 4.       | 1          | Kasia Cerekwicka   | Żora Koroliow              |
| 5.       | 5          | Bartosz Obuchowicz | Kinga Jurecka              |
| 6.       | 7          | Omenaa Mensah      | Rafał Maserak              |
| 7.       | 4          | Ewa Wachowicz      | Marek Fiksa                |
| 8.       | 10         | Rafał Olbrychski   | Ewa Szabatin               |
| 9.       | 9          | Anna Samusionek    | Łukasz Czarnecki           |
| 10.      | 2          | Wojciech Majchrzak | Magdalena Soszyńska-Michno |

#### Sezóna 6 (podzim 2007)
| Umístění | Číslo páru | Hvězda              | Mistr tance                |
| -------- | ---------- | ------------------- | -------------------------- |
| 1.       | 11         | Anna Guzik          | Łukasz Czarnecki           |
| 2.       | 13         | Justyna Steczkowska | Stefano Terrazzino         |
| 3.       | 4          | Mateusz Damięcki    | Ewa Szabatin               |
| 4.       | 6          | Rafał Bryndal       | Magdalena Soszyńska-Michno |
| 5.       | 5          | Tamara Gee          | Żora Koroliow              |
| 6.       | 2          | Jacek Kawalec       | Blanka Winiarska           |
| 7.       | 1          | Daria Widawska      | Robert Kochanek            |
| 8.       | 10         | Krzysztof Bosak     | Kamila Kajak               |
| 9.       | 7          | Helena Vondráčková  | Milan Plačko               |
| 10.      | 14         | Adam Fidusiewicz    | Alesya Surova              |
| 11.      | 3          | Halina Mlynkova     | Robert Rowiński            |
| 12.      | 8          | Tomasz Kammel       | Amy Bennett                |
| 13.      | 9          | Sandra Lewandowska  | Michał Skawiński           |
| 14.      | 12         | Jacek Stachursky    | Dominika Kublik-Marzec     |

#### Sezóna 7 (jaro 2008)
| Umístění | Číslo páru | Hvězda               | Mistr tance                |
| -------- | ---------- | -------------------- | -------------------------- |
| 1.       | 8          | Magdalena Walach     | Cezary Olszewski           |
| 2.       | 5          | Mariusz Pudzianowski | Magdalena Soszyńska-Michno |
| 3.       | 4          | Tamara Arciuch       | Łukasz Czarnecki           |
| 4.       | 13         | Robert Janowski      | Anna Bosak                 |
| 5.       | 12         | Elisabeth Duda       | Mario Di Somma             |
| 6.       | 9          | Wojciech Łozowski    | Blanka Winiarska           |
| 7.       | 11         | Marek Kaliszuk       | Nina Tyrka                 |
| 8.       | 3          | Łukasz Zagrobelny    | Anna Głogowska             |
| 9.       | 2          | Małgorzata Socha     | Robert Kochanek            |
| 10.      | 6          | Marina Łuczenko      | Michał Uryniuk             |
| 11.      | 7          | Tomasz Schimscheiner | Kamila Kajak               |
| 12.      | 14         | Katarzyna Figura     | Rafał Maserak              |
| 13.      | 10         | Agnieszka Cegielska  | Żora Koroliow              |
| 14.      | 1          | Michał Lesień        | Katarzyna Krupa            |

#### Sezóna 8 (podzim 2008)
| Umístění | Číslo páru | Hvězda                    | Mistr tance                |
| -------- | ---------- | ------------------------- | -------------------------- |
| 1.       | 4          | Agata Kulesza             | Stefano Terrazzino         |
| 2.       | 8          | Natalia Lesz              | Łukasz Czarnecki           |
| 3.       | 12         | Marta Żmuda Trzebiatowska | Adam Król                  |
| 4.       | 7          | Steve Allen               | Anna Głogowska             |
| 5.       | 9          | Ołeh Sawkin               | Katarzyna Krupa            |
| 6.       | 1          | Alan Andersz              | Blanka Winiarska           |
| 7.       | 11         | Marek Włodarczyk          | Kamila Kajak               |
| 8.       | 5          | Krzysztof Włodarczyk      | Agnieszka Pomorska         |
| 9.       | 13         | Sambor Czarnota           | Magdalena Soszyńska-Michno |
| 10.      | 2          | Ilona Felicjańska         | Robert Kochanek            |
| 11.      | 6          | Katarzyna Walter          | Krzysztof Hulboj           |
| 12.      | 14         | Sylwia Gruchała           | Rafał Maserak              |
| 13.      | 10         | Anna Popek                | Cezary Olszewski           |
| 14.      | 3          | Paweł Stasiak             | Janja Lesar                |

#### Sezóna 9 (jaro 2009)
| Umístění | Číslo páru | Hvězda                   | Mistr tance                |
| -------- | ---------- | ------------------------ | -------------------------- |
| 1.       | 8          | Dorota Gardias           | Andrej Mosejcuk            |
| 2.       | 12         | Bartłomiej Kasprzykowski | Blanka Winiarska           |
| 3.       | 5          | Jay Delano               | Kamila Kajak               |
| 4.       | 10         | Monika Zamachowska       | Krzysztof Hulboj           |
| 5.       | 4          | Anna Nowak               | Cezary Olszewski           |
| 6.       | 2          | Paweł Nastula            | Magdalena Soszyńska-Michno |
| 7.       | 6          | Wojciech Medyński        | Izabela Janachowska        |
| 8.       | 7          | Francys Sudnicka         | Łukasz Czarnecki           |
| 9.       | 11         | Marcin Chochlew          | Janja Lesar                |
| 10.      | 3          | Dorota Deląg             | Marcin Hakiel              |
| 11.      | 9          | Tomasz Sobczak           | Katarzyna Krupa            |
| 12.      | 1          | Weronika Książkiewicz    | Rafał Maserak              |

#### Sezóna 10 (podzim 2009)
| Umístění | Číslo páru | Hvězda             | Mistr tance         |
| -------- | ---------- | ------------------ | ------------------- |
| 1.       | 11         | Anna Mucha         | Rafał Maserak       |
| 2.       | 12         | Natasza Urbańska   | Jan Kliment         |
| 3.       | 6          | Michał Kwiatkowski | Janja Lesar         |
| 4.       | 7          | Radosław Majdan    | Izabela Janachowska |
| 5.       | 1          | Otylia Jędrzejczak | Sławomir Turski     |
| 6.       | 3          | Zygmunt Chajzer    | Blanka Winiarska    |
| 7.       | 9          | Marcin Urbaś       | Katarzyna Krupa     |
| 8.       | 5          | Grażyna Wolszczak  | Cezary Olszewski    |
| 9.       | 2          | Piotr Zelt         | Anna Głogowska      |
| 10.      | 8          | Weronika Rosati    | Krzysztof Hulboj    |
| 11.      | 4          | Iga Wyrwał         | Łukasz Czarnecki    |
| 12.      | 10         | Marek Kościkiewicz | Agnieszka Pomorska  |

#### Sezóna 11 (jaro 2010)
| Umístění | Číslo páru | Hvězda                 | Mistr tance                |
| -------- | ---------- | ---------------------- | -------------------------- |
| 1.       | 11         | Julia Kamińska         | Rafał Maserak              |
| 2.       | 4          | Katarzyna Glinka       | Stefano Terrazzino         |
| 3.       | 9          | Katarzyna Grochola     | Jan Kliment                |
| 4.       | 2          | Olga Bołądź            | Łukasz Czarnecki           |
| 5.       | 8          | Piotr Szwedes          | Anna Głogowska             |
| 6.       | 12         | Oceana                 | Przemysław Juszkiewicz     |
| 7.       | 10         | Artur Barciś           | Paulina Biernat            |
| 8.       | 5          | Maciej Friedek         | Blanka Winiarska           |
| 9.       | 7          | Aleksandra Szwed       | Robert Rowiński            |
| 10.      | 1          | Przemysław Saleta      | Izabela Janachowska        |
| 11.      | 6          | Mrozu                  | Aneta Piotrowska           |
| 12.      | 3          | Przemysław Miarczyński | Magdalena Soszyńska-Michno |

#### Sezóna 12 (podzim 2010)
| Umístění | Číslo páru | Hvězda              | Mistr tance                |
| -------- | ---------- | ------------------- | -------------------------- |
| 1.       | 6          | Monika Pyrek        | Robert Rowiński            |
| 2.       | 3          | Paweł Staliński     | Izabela Janachowska        |
| 3.       | 14         | Edyta Górniak       | Jan Kliment                |
| 4.       | 12         | Patricia Kazadi     | Łukasz Czarnecki           |
| 5.       | 1          | Andrzej Gołota      | Magdalena Soszyńska-Michno |
| 6.       | 2          | Maria Niklińska     | Tomasz Barański            |
| 7.       | 10         | Dorota Zawadzka     | Cezary Olszewski           |
| 8.       | 11         | Andrzej Młynarczyk  | Blanka Winiarska           |
| 9.       | 5          | Andrzej Deskur      | Katarzyna Krupa            |
| 10.      | 9          | Marcin Kwaśny       | Nina Tyrka                 |
| 11.      | 4          | Anna Kalata         | Krzysztof Hulboj           |
| 12.      | 13         | Robert Korzeniowski | Anna Głogowska             |
| 13.      | 8          | Agnieszka Jaskółka  | Rafał Maserak              |
| 14.      | 7          | Maciej Jachowski    | Janja Lesar                |

#### Sezóna 13 (podzim 2011)
| Umístění | Číslo páru | Hvězda                     | Mistr tance                |
| -------- | ---------- | -------------------------- | -------------------------- |
| 1.       | 13         | Kacper Kuszewski           | Anna Głogowska             |
| 2.       | 7          | Bilguun Ariunbaatar        | Janja Lesar                |
| 3.       | 10         | Weronika Marczuk           | Jan Kliment                |
| 4.       | 14         | Katarzyna Zielińska        | Rafał Maserak              |
| 5.       | 11         | Michał Szpak               | Paulina Biernat            |
| 6.       | 12         | Katarzyna Pakosińska       | Stefano Terrazzino         |
| 7.       | 4          | Jagna Marczułajtis-Walczak | Krzysztof Hulboj           |
| 8.       | 2          | Aleksandra Kisio           | Łukasz Czarnecki           |
| 9.       | 3          | Dariusz Kordek             | Blanka Winiarska           |
| 10.      | 6          | Anna Wendzikowska          | Michał Stukan              |
| 11.      | 1          | Stanisław Karpiel-Bułecka  | Magdalena Soszyńska-Michno |
| 12.      | 5          | Kazimierz Mazur            | Bianka Żubrowska           |
| 13.      | 8          | Marta Krupa                | Przemysław Juszkiewicz     |
| 14.      | 9          | Zbigniew Urbański          | Izabela Janachowska        |

### Polsat

#### Sezóna 1 (jaro 2014)
| Umístění | Číslo páru | Hvězda             | Mistr tance                |
| -------- | ---------- | ------------------ | -------------------------- |
| 1.       | 1          | Aneta Zając        | Stefano Terrazzino         |
| 2.       | 3          | Joanna Moro        | Rafał Maserak              |
| 3.       | 10         | Dawid Kwiatkowski  | Janja Lesar                |
| 4.       | 5          | Klaudia Halejcio   | Tomasz Barański            |
| 5.       | 2          | Piotr Gruszka      | Nina Tyrka                 |
| 6.       | 12         | Jacek Rozenek      | Magdalena Soszyńska-Michno |
| 7.       | 4          | Rafał Brzozowski   | Izabela Janachowska        |
| 8.       | 11         | Natalia Siwiec     | Jan Kliment                |
| 9.       | 7          | Karolina Szostak   | Andrej Mosejcuk            |
| 10.      | 6          | Antoni Królikowski | Kamila Kajak-Mosejcuk      |
| 11.      | 8          | Jacek Lenartowicz  | Paulina Biernat            |
| 12.      | 9          | Violetta Arlak     | Krzysztof Hulboj           |

#### Sezóna 2 (podzim 2014)
| Umístění | Číslo páru | Hvězda                | Mistr tance                |
| -------- | ---------- | --------------------- | -------------------------- |
| 1.       | 7          | Agnieszka Sienkiewicz | Stefano Terrazzino         |
| 2.       | 9          | Anna Wyszkoni         | Jan Kliment                |
| 3.       | 11         | Marcelina Zawadzka    | Rafał Maserak              |
| 4.       | 2          | Mateusz Banasiuk      | Hanna Żudziewicz           |
| 5.       | 12         | Jan Mela              | Magdalena Soszyńska-Michno |
| 6.       | 8          | Rafał Maślak          | Agnieszka Kaczorowska      |
| 7.       | 4          | Marcin Miller         | Nina Tyrka                 |
| 8.       | 6          | Michał Koterski       | Janja Lesar                |
| 9.       | 3          | Joanna Orleańska      | Przemysław Modrzyński      |
| 10.      | 10         | Artur Dziurman        | Walerija Żurawlewa         |
| 11.      | 1          | Honorata Skarbek      | Kamil Kuroczko             |
| 12.      | 5          | Marta Wierzbicka      | Łukasz Czarnecki           |

#### Sezóna 3 (jaro 2015)
| Umístění | Číslo páru | Hvězda                  | Mistr tance                |
| -------- | ---------- | ----------------------- | -------------------------- |
| 1.       | 7          | Krzysztof Wieszczek     | Agnieszka Kaczorowska      |
| 2.       | 12         | Tatiana Okupnik         | Tomasz Barański            |
| 3.       | 5          | Julia Pogrebińska       | Rafał Maserak              |
| 4.       | 3          | Ewa Kasprzyk            | Jan Kliment                |
| 5.       | 8          | Sylwia Juszczak-Arnesen | Kamil Kuroczko             |
| 6.       | 1          | Ada Fijał               | Krzysztof Hulboj           |
| 7.       | 2          | Grzegorz Łapanowski     | Walerija Żurawlewa         |
| 8.       | 11         | Łukasz Garlicki         | Magdalena Soszyńska-Michno |
| 9.       | 10         | Kamila Szczawińska      | Robert Kochanek            |
| 10.      | 4          | Norbi                   | Nina Tyrka                 |
| 11.      | 9          | Marcin Najman           | Hanna Żudziewicz           |
| 12.      | 6          | Wojciech Brzozowski     | Paulina Janicka            |

#### Sezóna 4 (podzim 2015)
| Umístění | Číslo páru | Hvězda                         | Mistr tance                |
| -------- | ---------- | ------------------------------ | -------------------------- |
| 1.       | 1          | Ewelina Lisowska               | Tomasz Barański            |
| 2.       | 10         | Łukasz Kadziewicz              | Agnieszka Kaczorowska      |
| 3.       | 11         | Cleo                           | Jan Kliment                |
| 4.       | 2          | Małgorzata Pieńkowska          | Stefano Terrazzino         |
| 5.       | 7          | Patryk Pniewski                | Walerija Żurawlewa         |
| 6.       | 8          | Anna Cieślak                   | Rafał Maserak              |
| 7.       | 9          | Artur Pontek                   | Natalia Głębocka           |
| 8.       | 5          | Rafał Mohr                     | Nina Tyrka                 |
| 9.       | 6          | Małgorzata Tomaszewska-Słomina | Robert Kochanek            |
| 10.      | 4          | Magdalena Lamparska            | Kamil Kuroczko             |
| 11.      | 3          | Sławomir Uniatowski            | Magdalena Soszyńska-Michno |

#### Sezóna 5 (jaro 2016)
| Umístění | Číslo páru | Hvězda              | Mistr tance                |
| -------- | ---------- | ------------------- | -------------------------- |
| 1.       | 10         | Anna Karczmarczyk   | Jacek Jeschke              |
| 2.       | 1          | Elżbieta Romanowska | Rafał Maserak              |
| 3.       | 4          | Julia Wróblewska    | Jan Kliment                |
| 4.       | 9          | Rafał Jonkisz       | Walerija Żurawlewa         |
| 5.       | 5          | Izuagbe Ugonoh      | Hanna Żudziewicz           |
| 6.       | 11         | Nikodem Rozbicki    | Agnieszka Kaczorowska      |
| 7.       | 2          | Kasia Stankiewicz   | Tomasz Barański            |
| 8.       | 6          | Joanna Opozda       | Kamil Kuroczko             |
| 9.       | 3          | Waldemar Błaszczyk  | Nina Tyrka                 |
| 10.      | 8          | Dorota Chotecka     | Robert Kochanek            |
| 11.      | 7          | Andrzej Krzywy      | Magdalena Soszyńska-Michno |